# Campionato europeo di Formula 2 1983
La stagione 1983 del Campionato europeo di Formula 2 venne disputata su 11 gare. Parteciparono 14 scuderie con 39 piloti; Parteciparono 10 differenti telaisti e 3 differenti motoristi. La serie venne vinta dal pilota britannico Jonathan Palmer su Ralt RH6/83H-Honda.

## La pre-stagione

### Calendario
| Gara | Nome                                           | Circuito                             | Giri | Lunghezza           | Data        |
| ---- | ---------------------------------------------- | ------------------------------------ | ---- | ------------------- | ----------- |
| 1    | BRDC International Trophy                      | Circuito di Silverstone              | 47   | 47x4,719=221,793 km | 20 marzo    |
| 2    | BARC 200 Jochen Rindt Memorial Trophy          | Circuito di Thruxton                 | 55   | 55x3,598=197,890 km | 4 aprile    |
| 3    | Deutschland Trophäe Jim Clark Gedächtnisrennen | Hockenheimring                       | 30   | 30x6.797=203.910 km | 10 aprile   |
| 4    | ADAC-Eiffelrennen                              | Nürburgring                          | 9    | 9x20,830=187,47 km  | 24 aprile   |
| 5    | Gran Premio di Roma                            | Autodromo Vallelunga                 | 65   | 65x3,200=208 km     | 8 maggio    |
| 6    | Gran Premio di Pau                             | Circuito di Pau                      | 73   | 73x2,834=206,882 km | 22 maggio   |
| 7    | Gran Premio di Madrid                          | Circuito permanente del Jarama       | 65   | 65x3,400=221 km     | 12 giugno   |
| 8    | Donington 5000 50th Anniversary Meeting        | Circuito di Donington Park           | 70   | 70x3,150=220,5 km   | 25 giugno   |
| 9    | Gran Premio dell'Adriatico                     | Autodromo Santamonica, Misano        | 58   | 58x3,487=202,246 km | 24 luglio   |
| 10   | Gran Premio del Mediterraneo                   | Autodromo di Pergusa                 | 45   | 45x4,950=222,75 km  | 31 luglio   |
| 11   | Gran Premio del Limburgo                       | Circuito di Zolder                   | 48   | 48x4,260=204,48 km  | 21 agosto   |
| 12   | Gran Premio del Mugello                        | Autodromo Internazionale del Mugello | 42   | 42x5,245=220,29 km  | 4 settembre |

## Risultati e classifiche

### Risultati
| Gara | Circuito    | Tempo      | Velocità | Pole position    | GPV                | Vincitore       | Vettura    |
| ---- | ----------- | ---------- | -------- | ---------------- | ------------------ | --------------- | ---------- |
| 1    | Silverstone | 1h08'30.71 |          | Dave Scott       | Stefan Bellof      | Beppe Gabbiani  | March-BMW  |
| 2    | Thruxton    | 1h03'54.06 |          | Mike Thackwell   | Mike Thackwell     | Beppe Gabbiani  | March-BMW  |
| 3    | Hockenheim  | 1h02'25.22 |          | Lamberto Leoni   | Jonathan Palmer    | Jonathan Palmer | Ralt-Honda |
| 4    | Nürburgring | 58'46.44   |          | Christian Danner | Christian Danner   | Beppe Gabbiani  | March-BMW  |
| 5    | Vallelunga  | 1h14'59.60 |          | Beppe Gabbiani   | Beppe Gabbiani     | Beppe Gabbiani  | March-BMW  |
| 6    | Pau         | 1h45'18.65 |          | Stefan Bellof    | Stefan Bellof      | Jo Gartner      | Spirit-BMW |
| 7    | Jarama      | 1h28'50.80 |          | Jonathan Palmer  | Mike Thackwell     | Mike Thackwell  | Ralt-Honda |
| 8    | Donington   | 1h16'39.02 |          | Jonathan Palmer  | Mike Thackwell     | Jonathan Palmer | Ralt-Honda |
| 9    | Misano      | 1h09'37.74 |          | Philippe Alliot  | Philippe Alliot    | Jonathan Palmer | Ralt-Honda |
| 10   | Pergusa     | 1h10'11.30 |          | Mike Thackwell   | Alessandro Nannini | Jonathan Palmer | Ralt-Honda |
| 11   | Zolder      | 1h06'12.03 |          | Jonathan Palmer  | Jonathan Palmer    | Jonathan Palmer | Ralt-Honda |
| 12   | Mugello     | 1h14'58.38 |          | Jonathan Palmer  | Jonathan Palmer    | Jonathan Palmer | Ralt-Honda |

### Classifica Piloti
| Punti | 9 | 6 | 4 | 3 | 2 | 1 |

Contano i migliori nove risultati. 
| Posizione       | Nome                 | Paese          | Team                    | Telaio  | Motore | Regno Unito (bandiera) | Regno Unito (bandiera) | Germania (bandiera) | Germania (bandiera) | Italia (bandiera) | Francia (bandiera) | Spagna (bandiera) | Regno Unito (bandiera) | Italia (bandiera) | Italia (bandiera) | Belgio (bandiera) | Italia (bandiera) | Punti |
| --------------- | -------------------- | -------------- | ----------------------- | ------- | ------ | ---------------------- | ---------------------- | ------------------- | ------------------- | ----------------- | ------------------ | ----------------- | ---------------------- | ----------------- | ----------------- | ----------------- | ----------------- | ----- |
| 1               | Jonathan Palmer      | Regno Unito    | Ralt Racing Ltd.        | Ralt    | Honda  | -                      | 4                      | 9                   | (3)                 | 6                 | 4                  | (4)               | 9                      | 9                 | 9                 | 9                 | 9                 | 68    |
| 2               | Mike Thackwell       | Nuova Zelanda  | Ralt Racing Ltd.        | Ralt    | Honda  | 6                      | 6                      | 4                   | -                   | 4                 | -                  | 9                 | 6                      | -                 | 4                 | 6                 | 6                 | 51    |
| 3               | Beppe Gabbiani       | Italia         | Onyx Racing             | March   | BMW    | 9                      | 9                      | -                   | 9                   | 9                 | -                  | -                 | -                      | -                 | 3                 | -                 | -                 | 39    |
| 4               | Philippe Streiff     | Francia        | Écurie Armagnac Bigorre | AGS     | BMW    | 2                      | -                      | -                   | -                   | 2                 | -                  | 3                 | 4                      | -                 | 6                 | 4                 | 4                 | 25    |
| 5               | Christian Danner     | Germania Ovest | Onyx Racing             | March   | BMW    | 4                      | -                      | 6                   | 4                   | -                 | 2                  | -                 | 2                      | -                 | -                 | 3                 | -                 | 21    |
| 6               | Jo Gartner           | Austria        | Emco Sports             | Spirit  | BMW    | -                      | -                      | 3                   | -                   | -                 | 9                  | -                 | -                      | -                 | 2                 | -                 | -                 | 14    |
| 7               | Thierry Tassin       | Belgio         | Onyx Racing             | March   | BMW    | -                      | 3                      | 1                   | 1                   | 3                 | 3                  | -                 | -                      | -                 | -                 | -                 | -                 | 11    |
|                 | Alessandro Nannini   | Italia         | Minardi                 | Minardi | BMW    | -                      | -                      | 2                   | 6                   | -                 | -                  | -                 | -                      | -                 | -                 | -                 | 3                 | 11    |
| 9               | Stefan Bellof        | Germania Ovest | Maurer Motorsport       | Maurer  | BMW    | 3                      | -                      | -                   | -                   | -                 | -                  | 6                 | -                      | -                 | -                 | -                 | -                 | 9     |
| 10              | Kenny Acheson        | Regno Unito    | Maurer Motorsport       | Maurer  | BMW    | -                      | -                      | -                   | -                   | -                 | 6                  | -                 | -                      | -                 | -                 | -                 | -                 | 6     |
|                 | Pierluigi Martini    | Italia         | Minardi                 | Minardi | BMW    | -                      | -                      | -                   | -                   | -                 | -                  | -                 | -                      | 6                 | -                 | -                 | -                 | 6     |
| 12              | Alain Ferté          | Francia        | Maurer Motorsport       | Maurer  | BMW    | -                      | -                      | -                   | 2                   | -                 | -                  | 2                 | -                      | -                 | -                 | -                 | -                 | 4     |
|                 | Roberto del Castello | Italia         | Gresham Racing          | March   | BMW    | -                      | -                      | -                   | -                   | -                 | -                  | -                 | -                      | 4                 | -                 | -                 | -                 | 4     |
|                 | Guido Daccò          | Italia         | San Remo Racing         | Lola    | BMW    | -                      | -                      | -                   | -                   | 1                 | -                  | -                 | -                      |                   |                   |                   |                   | 4     |
| San Remo Racing | Guido Daccò          | Italia         | March                   | BMW     |        |                        |                        |                     |                     |                   |                    |                   | 3                      | -                 | -                 | -                 |                   | 4     |
|                 | Philippe Alliot      | Francia        | BMW France              | Martini | BMW    | -                      | 2                      | -                   | -                   | -                 | -                  | -                 | -                      | -                 | -                 | 2                 | -                 | 4     |
| 16              | Kazuyoshi Hoshino    | Giappone       | Gresham Racing          | March   | BMW    | -                      | -                      | -                   | -                   | -                 | -                  | -                 | 3                      | -                 | -                 | -                 | -                 | 3     |
|                 | Dave Scott           | Regno Unito    | Onyx Racing             | March   | BMW    | -                      | -                      | -                   | -                   | -                 | -                  | -                 | 1                      | -                 | -                 | -                 | 2                 | 3     |
|                 | Fulvio Ballabio      | Italia         | Écurie Armagnac Bigorre | AGS     | BMW    | -                      | -                      | -                   | -                   | -                 | -                  | -                 | -                      | 2                 | -                 | -                 | 1                 | 3     |
| 19              | Enrique Mansilla     | Argentina      | Gresham Racing          | March   | BMW    | -                      | -                      | -                   | -                   | -                 | -                  | 1                 | -                      | -                 | -                 | 1                 | -                 | 2     |
| 20              | Lamberto Leoni       | Italia         | SAR                     | March   | BMW    | 1                      | -                      | -                   | -                   | -                 | -                  | -                 | -                      | -                 | -                 | -                 | -                 | 1     |
|                 | Frank Jelinski       | Germania Ovest | Maurer Motorsport       | Maurer  | BMW    | -                      | 1                      | -                   | -                   | -                 | -                  | -                 | -                      | -                 | -                 | -                 | -                 | 1     |
|                 | Rolf Biland          | Svizzera       | SAR                     | March   | BMW    | -                      | -                      | -                   | -                   | -                 | 1                  | -                 | -                      | -                 | -                 | -                 | -                 | 1     |
|                 | Fredy Lienhard       | Svizzera       | SAR                     | March   | BMW    | -                      | -                      | -                   | -                   | -                 | -                  | -                 | -                      | 1                 | -                 | -                 | -                 | 1     |
|                 | Michel Ferté         | Francia        | BMW France              | Martini | BMW    | -                      | -                      | -                   | -                   | -                 | -                  | -                 | -                      | -                 | 1                 | -                 | -                 | 1     |